# Garudinodes affinis
Garudinodes affinis är en fjärilsart som beskrevs av Rothschild 1912. Garudinodes affinis ingår i släktet Garudinodes och familjen björnspinnare. Inga underarter finns listade i Catalogue of Life.